# Fruitland (Idaho)
Pour les articles homonymes, voir Fruitland.
La ville de Fruitland est située dans le comté de Payette, dans l’État de l’Idaho, aux États-Unis. Sa population s’élevait à 4 684 habitants lors du recensement de 2010, estimée à 5 234 habitants en 2017.

## Démographie
| Groupe            | Fruitland | Idaho | États-Unis |
| ----------------- | --------- | ----- | ---------- |
| Blancs            | 84,0      | 89,1  | 72,4       |
| Autres            | 10,5      | 5,3   | 6,4        |
| Métis             | 2,8       | 2,5   | 2,9        |
| Asiatiques        | 1,1       | 1,2   | 4,8        |
| Amérindiens       | 1,1       | 1,4   | 0,9        |
| Afro-Américains   | 0,5       | 0,6   | 12,6       |
| Total             | 100       | 100   | 100        |
|                   |           |       |            |
| Latino-Américains | 22,6      | 11,2  | 16,7       |

Selon l’American Community Survey pour la période 2010-2014, 87,76 % de la population âgée de plus de 5 ans déclare parler l'anglais à la maison, 11,47 % déclare parler l'espagnol et 0,77 % le coréen.
| 1950 | 1960 | 1970  | 1980  | 1990  | 2000  |
| ---- | ---- | ----- | ----- | ----- | ----- |
| 573  | 804  | 1 576 | 2 559 | 2 400 | 3 805 |

| 2010  | - | - | - | - | - |
| ----- | - | - | - | - | - |
| 4 684 | - | - | - | - | - |

## Source
- (en) Cet article est partiellement ou en totalité issu de l’article de Wikipédia en anglais intitulé « Fruitland, Idaho » (voir la liste des auteurs).